# Rodrigo Riquelme
Rodrigo Fabián Riquelme Cabrera (Colonia de la Virginidad, 1º giugno 1984) è un ex calciatore paraguaiano naturalizzato cileno, di ruolo difensore.

## Palmarès

### Nazionali
- Primera B (Cile): 2

Curicó Unido: 2008, 2016-2017